# Mamaroneck
Mamaroneck es un pueblo ubicado en el condado de Westchester en el estado estadounidense de Nueva York. En el año 2000 tenía una población de 28.967 habitantes y una densidad poblacional de 1.689,5 personas por km².

## Geografía
Mamaroneck se encuentra ubicado en las coordenadas 40°56′57″N 73°44′1″O / 40.94917, -73.73361. Según la Oficina del Censo, la ciudad tiene un área total de 36,4 km² (14,1 mi²), de la cual 17,1 km² (6,6 mi²) es tierra y 19,2 km² (7,4 mi²) (52.85%) es agua.

## Demografía
Según la Oficina del Censo en 2007 los ingresos medios por hogar en la localidad eran de $108,702, y los ingresos medios por familia eran $144,834. Los hombres tenían unos ingresos medios de $81,249 frente a los $42,703 para las mujeres. La renta per cápita para la localidad era de $57,822. Alrededor del 4.5% de la población estaban por debajo del umbral de pobreza.